# Juras Požela (fizyk)
Juras Požela (ur. 5 grudnia 1925 w Moskwie, zm. 20 listopada 2014 w Wilnie) – litewski fizyk, akademik Litewskiej Akademii Nauk i Akademii Nauk ZSRR.

## Życiorys
Urodził się w litewskiej rodzinie w Moskwie. W 1951 ukończył studia na Wydziale Fizycznym Moskiewskiego Uniwersytetu Państwowego im. Łomonosowa, następnie do 1955 studiował na aspiranturze w Instytucie Półprzewodników Akademii Nauk ZSRR, w 1956 został kandydatem nauk fizyczno-matematycznych i młodszym pracownikiem naukowym Moskiewskiego Instytutu Fizyczno-Technicznego. Od 1956 do 1967 był kolejno starszym pracownikiem naukowym, kierownikiem laboratorium, zastępcą dyrektora i dyrektorem (od 1963) Instytutu Fizyki i Matematyki Akademii Nauk Litewskiej SRR, w 1964 obronił pracę doktorską na temat wpływu nagrzewania nośników prądu w półprzewodnikach i jego zastosowania w radioelektronice. W 1966 uzyskał tytuł profesora, od 1972 do 1984 był wiceprezesem, następnie prezesem Akademii Nauk Litewskiej SRR (do rozpadu ZSRR), w 1992 został prezesem litewskiego oddziału Światowego Laboratorium Międzynarodowego Centrum Kultury Naukowej i kierownikiem badawczym w Instytucie Fizyki Półprzewodników Litewskiej Akademii Nauk. Od 1968 był akademikiem Akademii Nauk Litewskiej SRR, w 1984 został akademikiem Akademii Nauk ZSRR (z pominięciem stopnia członka korespondenta). Zajmował się badaniem niestabilności gorących elektronów, plazmy i prądu w półprzewodnikach, nanostrukturach półprzewodnikowych oraz tworzeniem mikrofalowych przyrządów półprzewodnikowych. Przewidział i odkrył wiele rodzajów sił elektromotorycznych wynikających z niejednorodnego nagrzewania elektronów (1977) i emisji mikrofal gorących elektronów. Zaproponował metody badania widma elektronowego w półprzewodnikach z wykorzystaniem fal magnetoplazmowych. Odkrył generację mikrofal podczas jonizacji lawinowej w jednorodnych półprzewodnikach z niejednorodnym nagrzewaniem elektronów. Przewidział i odkrył potencjalną barierę dla elektronów w stałych roztworach półprzewodników o składzie o zmiennej współrzędnej. Był autorem i współautorem ponad 300 prac naukowych, w tym 10 monografii, około stu certyfikatów autorskich i jednego odkrycia. Pod jego kierunkiem obroniono ok. 50 prac dyplomowych. Kierował głównymi instytucjami badawczymi na Litwie. Od 1992 do 1996 był posłem na Sejm Republiki Litewskiej. W 1991 został akademikiem Europejskiej Akademii Nauk i Sztuk.

## Odznaczenia i nagrody
- Medal Sierp i Młot Bohatera Pracy Socjalistycznej (4 grudnia 1985)
- Order Lenina (4 grudnia 1985)
- Order Rewolucji Październikowej (1971)
- Order Czerwonego Sztandaru Pracy (dwukrotnie, 1975 i 1981)
- Order Przyjaźni (Federacja Rosyjska) (2000)
- Order Wielkiego Księcia Giedymina III klasy (1996)
- Nagroda Leninowska (1978)
- Nagroda Państwowa ZSRR (1985)
- Nagroda Państwowa Litewskiej SRR (dwukrotnie)

I medale.